# Крутая Балка (Днепропетровская область)
Крутая Балка (укр. Крута Балка; до 2016 года — Кировка, укр. Кіровка) — село в Покровском сельском совете Криничанского района Днепропетровской области Украины.
Код КОАТУУ — 1222085005. Население по переписи 2001 года составляло 164 человека.

## Географическое положение
Село Крутая Балка находится на одном из истоков реки Водяная, на расстоянии в 1 км от села Весёлая Долина.
По селу протекает пересыхающий ручей с запрудой.
Рядом проходит автомобильная дорога Н-11.